# Uwe Klimek
Uwe Klimek (* um 1935) ist ein ehemaliger deutscher Produktions- und Aufnahmeleiter bei der DEFA in Potsdam.

## Leben
Uwe Klimek war in den Jahren von 1966 bis 1986 als Filmproduktionsleiter bei der DEFA im Studio Babelsberg in Potsdam tätig. Er wirkte als solcher bei Spielfilmen, Dramen, Abenteuerfilmen, Arbeiterfilmen, Liebesfilmen sowie bei Literaturverfilmungen von Autoren wie Anna Seghers, Joseph von Eichendorff, Karl-Georg Egel, Oskar Kurganov und Bernhard Seeger mit. Neben Kinofilmen nahm er auch ab dem Jahr 1970 bei Filmbiografien und  Fernsehserien für den Deutschen Fernsehfunk teil.

## Filmografie

### Aufnahmeleitung
- 1966/67: Das Tal der sieben Monde
- 1966/67: Chingachgook, die große Schlange
- 1970: Weil ich dich liebe …
- 1970: Morgen ist schon heute
- 1970: Anlauf; für Deutschen Fernsehfunk
- 1972: Die große Reise der Agathe Schweigert; für Deutschen Fernsehfunk
- 1972/73: Aus dem Leben eines Taugenichts

### Produktionsleitung
- 1973: Schüsse in Marienbad (Výstřely v Mariánských Lázních)
- 1974/75: Bankett für Achilles
- 1975: Das Grashaus oder die Aufteilung von 35 000 Frauen auf zwei Mann; für Deutschen Fernsehfunk[2]
- 1977: Das Verhör; für Deutschen Fernsehfunk[3]
- 1978: Rotschlipse
- 1978/79: Ein April hat 30 Tage
- 1979/80: Alle meine Mädchen
- 1981: Chirurgus Johann Paul Schroth – Eine Geschichte aus den Anfängen der Charité; für Deutschen Fernsehfunk[4]
- 1981: Zahl bar, wenn du kannst
- 1982: Das Ende eines Mäzens; für Deutschen Fernsehfunk[5]
- 1982: Das Fahrrad
- 1983/84: Der Mann mit dem Ring im Ohr
- 1983/84: Die Verwundung
- 1984: Der Lude
- 1985/86: Der Hut des Brigadiers